# Szentek élete (Dedek Crescens)
A Dedek Crescens-féle Szentek élete egy nagy terjedelmű 20. század eleji hagiográfiai mű.

## Leírás
A 2 nagy alakú kötetben Budapesten a Pallas Irodalmi és Nyomdai Részvénytársaság kiadásában megjelent, összesen mintegy 1100 oldal terjedelmű mű szerzője a történettudomány területéről is ismert Dedek Crescens Lajos volt. A mű teljes címe a következő: Szentek élete, különös tekintettel a magyar szentekre és azokra, akik Magyarországon ősrégi időktől fogva kiváló tiszteletnek örvendenek, valamint a különböző védőszentekre. A kötetek igen díszes borítóval és gazdag képanyaggal jelentek meg, és naptári sorrendben tartalmazták a Római katolikus egyház által szentként tisztelt személyek életrajzait. A mű sem fakszimile, sem elektronikus kiadással máig nem rendelkezik.

## A mű kötetei
| Kötetszám | Oldalszám | Megjelenési idő |
| --------- | --------- | --------------- |
| I.        | 620 oldal | 1900            |
| II.       | 519 oldal | 1900            |